# 響號驅逐艦
| 响号驱逐舰 | 响号驱逐舰                                                       |
| ---------- | ---------------------------------------------------------------- |
| Hibiki     |                                                                  |
| 概况       |                                                                  |
| 舰种       | 驱逐舰                                                           |
| 舰级       | 吹雪型驱逐舰（22号舰）                                           |
| 舰历       |                                                                  |
| 拥有国     | 大日本帝国                                                       |
| 订购       | 昭和2年度舰艇补充计划                                            |
| 制造       | 舞鹤工作部                                                       |
| 动工       | 1930年2月21日                                                    |
| 下水       | 1932年6月16日                                                    |
| 服役       | 1933年3月31日                                                    |
| 除籍       | 1945年10月5日                                                    |
| 结局       | 1945年12月1日指定为特别运输舰 1947年4月5日引渡至苏联             |
| 舰历       |                                                                  |
| 拥有国     | 苏联                                                             |
| 接收       | 1947年4月5日                                                     |
| 服役       | 1947年7月7日                                                     |
| 除籍       | 1953年2月20日                                                    |
| 结局       | 作为靶舰处分                                                     |
| 技术数据   |                                                                  |
| 排水量     | 基准：1,680吨 公试：1,980吨                                      |
| 全长       | 118.5米                                                          |
| 全宽       | 10.36米                                                          |
| 吃水       | 3.24米                                                           |
| 动力       | 号舰本式重油锅炉3座 舰本式蒸汽涡轮主机2座2轴 50,000匹马力        |
| 最大航速   | 38节                                                             |
| 续航距离   | 5000浬（14节）                                                   |
| 乘员       | 219名                                                            |
| 装备       | 3座127厘米双联装舰砲 2座13毫米单装机枪 3座610毫米3联装鱼雷发射管 |

响是大日本帝国海军的驱逐舰。为吹雪型（特型）第22号舰（III型2号舰）。在日本海军中继神风型驱逐舰“响”后，第二艘使用“响”作为舰名的舰船。由于战时的活跃表现而被形容为“不死鸟”。

## 舰历
响于1930年2月21日动工，1933年3月31日竣工，建成后编入第六驱逐队。
1934年11月起，与“晓”、“雷”、“电”共同组成第六驱逐队，并于1940年11月编入第一舰队第一水雷战队参加太平洋战争。1941年12月起负责金兰湾周边巡逻，支援林加延湾登陆。1942年2月起护航爪哇岛作战船队，参加巴达维亚海战和攻占菲律宾。5月转属北方部队，在6月12日进攻基斯卡岛作战中，于基斯卡湾受到美国海军一架PBY卡特琳娜飞机的轰炸，近失弹造成舰首断裂，前部主炮周围出现进水危险，经过3个多小时的抢修后才成功阻止进水。之后在僚舰“晓”的护航下以5节航速撤退。在6月27日返回大湊。到10月为止，一直在大湊，横须贺维修。11月护航航空母舰“大鷹”，3次往返于横须贺与特鲁克锚地。
1943年2月，再次护航“大鹰”4次往返于横须贺与特鲁克。4月编入第一舰队第十一水雷战队，在日本内海西部接收训练；5月再次编入北方部队，在千岛方面负责反潜水艇。7月参加第一次，第二次基斯卡岛撤退作战。8月参加上海与拉包尔间的T2号运输行动。12月将陆军部队从特鲁克环礁运输至库萨伊岛，12月20日转属联合舰队后，负责护航航空母舰飞鹰、龙凤前往吴市。
1944年1月至3月间负责护航航空母舰海鹰、千代田。4月10日进入吴港接受维修，5月3日离开吴港负责护航船队至马尼拉。5月10日编入第一机动舰队补给部队，5月14日姐妹舰“电”被美军潜艇击沉，“响”因此前往救援生还者。此情况发生后第六驱逐队仅剩“响”一艘，因此于6月25日解散。很快“响”就转属入联合舰队附属参加马里亚纳海战，在护航速吸船队的对空战斗中，舰上4名战死，6名负伤。7月17日，入吴港。8月起负责从日本内地至台湾航行船队的护航工作。9月6日负责从护航船队高雄市到马尼拉。离开港口不久，在“响”边上航行的运输船“永治丸”就被击沉，“响”上前救援。在救援作业中受到美潜艇鱼雷攻击，舰艏受损，出现战死者10名。在左营和马公进行紧急修理后返回基隆港，但由于恶劣天气船员中出现痢疾患者。发生如此状况的“响”之后依旧负责“护国丸”的护卫任务。到11月7日终于决定返回日本本土时，在“响”舰上的痢疾感染爆发，不得不尽快返回佐世保。“响”与“护国丸”分开后到达佐世保。而单独航行的“护国丸”则被美潜艇的鱼雷击沉。在之后的一段时间里，“响”于横须贺维修。虽然当时隶属于第二舰队，但由于这次损伤“响”没有参加莱特湾海战。
1945年1月25日，编入第二舰队第二水雷战队第七驱逐队。3月29日，为了参加战列舰“大和”在冲绳的水上特攻作战离开吴港，舰长向船员们作战斗说明。上午9时，在周防滩附近触雷后无法航行，在驱逐舰“朝霜”护航下返回吴港。傍晚时，已能发挥8到9节航速，故决定独自返回吴港。“朝霜”随即离开。之后，第二水雷战队参加菊水作战，4月7日于坊之岬海战中破灭，仅剩初霜、冬月、雪风。“朝霜”也因在交战前动力发生故障落後隊伍，受到美军飞机全力攻击而全员战死。本舰若不是在维修中，本也该参加这场海战。修理完成后，5月转移至舞鹤，6月回到新泻成为第七驱逐队司令舰。7月10日编入第一海上护卫舰队第一〇五战队，负责日本海船队护航，8月15日有和美军飞机交战的记录。
二战结束后，“响”解除武装后负责复员军人的运输，1947年7月5日于纳霍德卡（根据苏联资料是在大湊）作为赔偿舰引渡至苏联。7月7日返回海参崴，编入苏联海军太平洋舰队第5舰队。
7月22日，“响”改名。这个词在俄语中是表示“真实的，值得信赖的”的形容词。引渡至苏联后，曾经再次装备武装，从其他舰船推测“响”也装备了苏制的火炮，实际情况不明。
1948年7月5日退下第一线，舰种变更为练习舰。同时，舰名也改为。意为十二月党人。
之后，虽然也和其他旧式日本舰一样曾有计划进行近代化改装，然而由于政府策略变动而取消。最终于1953年2月20日以过于老旧为由除籍。1954年8月4日作为海军航空队的靶舰被击沉处分，长眠于海参崴的卡拉姆吉纳岛（Карамзина）。个别资料称该舰被击沉处分的时间为1970年代，可能为误传。
此外，舰名也由隶属于第5舰队的30-bis级驱逐舰继承下来。此外以“响”命名的还有海上自卫队的海洋测量船“响”，不过取名“响”并不是来源于特型驱逐舰，而是来自日本的响滩。

## 历代舰长

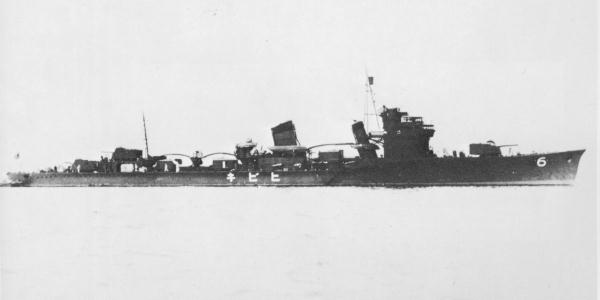
竣工时的“响”

### 舣装员长
1. 江口松郎 少佐：1932年11月15日 -

### 舰长
1. 江口松郎 中佐：1933年1月30日 -
2. 江戸兵太郎 中佐：1934年8月1日 -
3. 阪匡身 中佐：1935年11月21日 -
4. 井上良雄 少佐：1936年12月1日 -
5. 柴胜男 少佐：1937年7月13日 -
6. 沟畠定一 少佐：1937年11月1日 -
7. 岡本次郎 少佐：1938年12月1日 -
8. 岡三知夫 少佐：1939年10月15日 -
9. 林利作 少佐：1940年10月15日 -
10. 石井励 少佐：1941年9月25日 -
11. 工藤俊作 少佐：1942年8月13日 -
12. 森卓次 少佐：1942年12月10日 -
13. 福島栄吉 中佐：1943年11月25日 -
14. 薗田肇 少佐：1945年7月18日 -